# Stephen Law

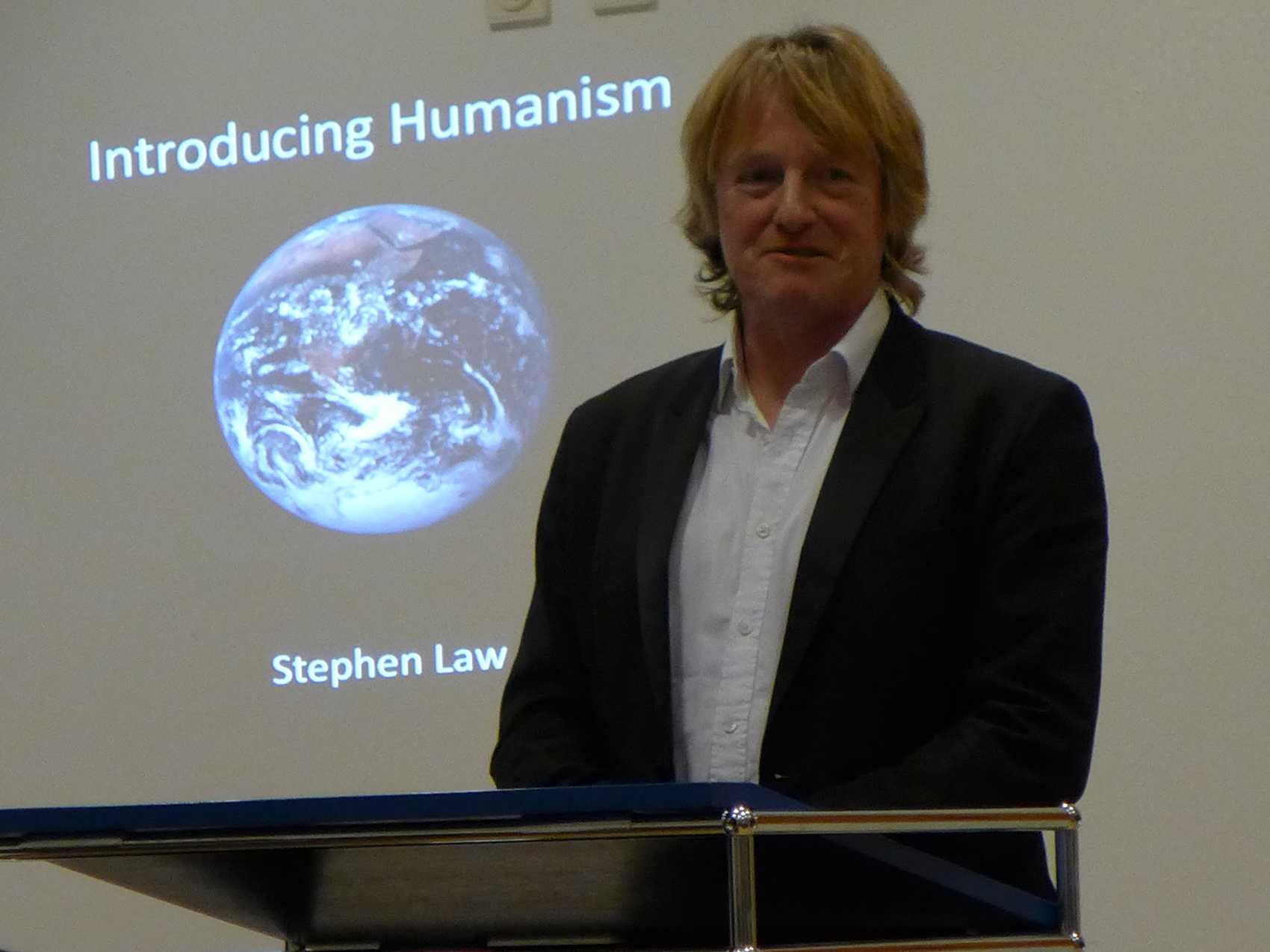
Stephen Law 2014 im Forschungsinstitut für Philosophie Hannover

Stephen Law (* 1960 in Cambridge) ist ein englischer Philosoph und Autor.

## Leben
Das College in Cambridge verließ er ohne Sekundarabschluss. Zu Beginn seiner beruflichen Laufbahn war er Postangestellter. 1987 ging er, trotz mangelnder Qualifikation, an die City University London und machte den B.Sc. in Philosophie. Am Trinity College (Oxford) bekam er den B.Phil. Seinen Doktortitel bekam er am Queen’s College (Oxford), wo er drei Jahre war.
Er hält seit 1996 Vorlesungen in Philosophie am Heythrop College der Universität London. 

## Werke (Auswahl)
- Philosophie – Denken ohne Grenzen (2004)
- Philosophie – Abenteuer Denken (2007)
- Philosophie Kompakt & visuell (2008)
- Denkst du, wenn du denkst, dass du denkst?: Philosophie für Kinder (2009)
- Warum die Kreter lügen, wenn sie die Wahrheit sagen: Eine Anleitung zum Philosophieren (2010)
- Glauben Sie nicht jeden Bullshit: wie Sie mentale Verführer durchschauen (2012)
- Philosophie in 30 Sekunden: Die wichtigsten Strömungen aus der Geschichte der Weltanschauungen (2014)